# 24 Heures du Mans 1957
Navigation
Édition précédente Édition suivante
Les 24 Heures du Mans 1957 sont la 25e édition de l'épreuve et se déroulent les 22 et 23 juin 1957 sur le circuit de la Sarthe. Cette course est la cinquième manche du Championnat du monde des voitures de sport 1957 (WSC - World Sportscar Championship).

## Nombre de pilotes qualifiés pour la course
Lors de cette vingt-cinquième édition des 24 Heures du Mans, 108 pilotes prennent le départ de l'épreuve.
| 45 Français | 27 Britanniques | 10 Belges    | 9 Américains  | 7 Italiens |
| 6 Allemands | 1 Australien    | 1 Autrichien | 1 Néerlandais | 1 Suédois  |

## Classement final de la course

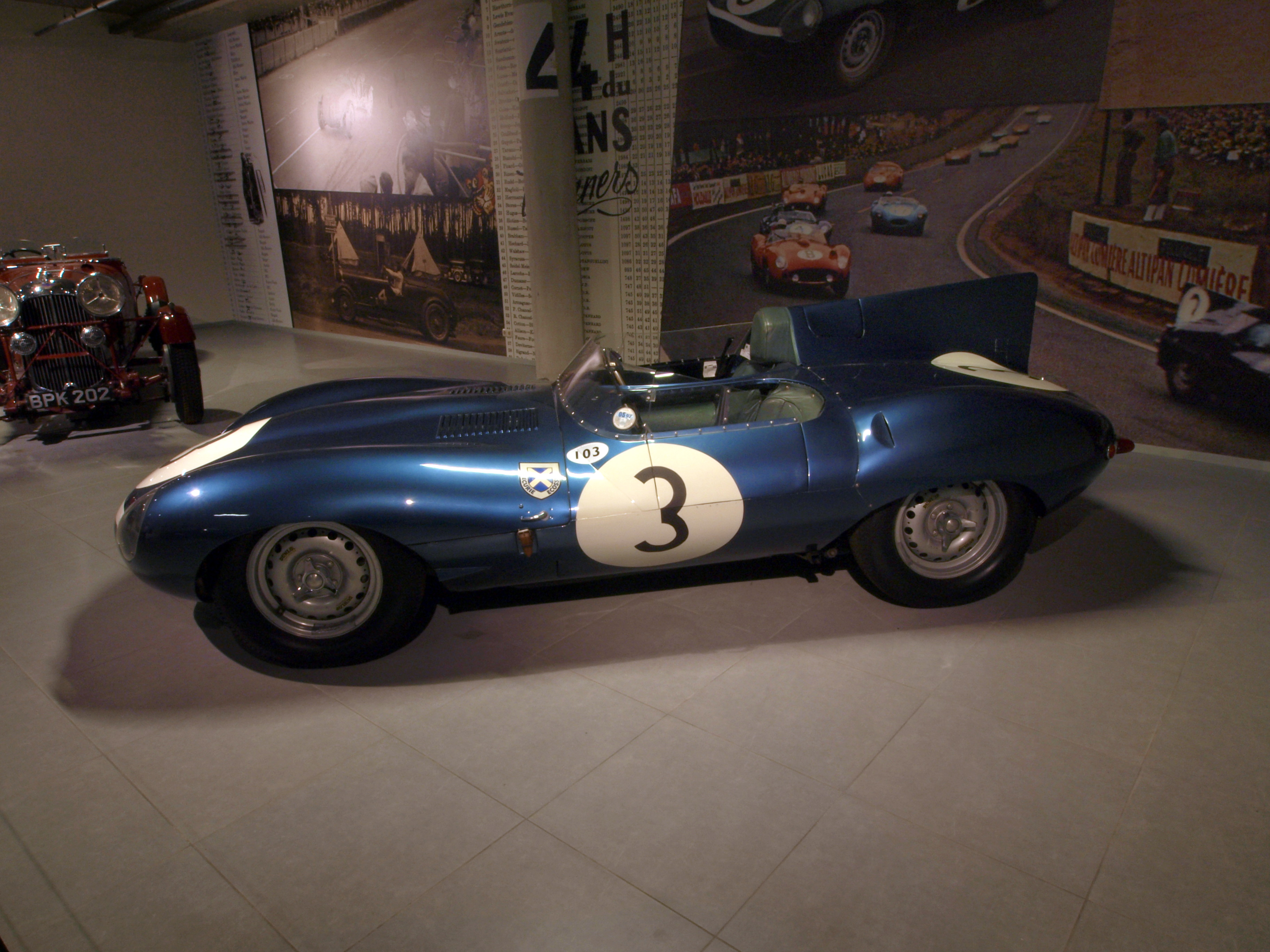
La Jaguar D victorieuse.

| Pos. | Catégorie | no | Écurie                               | Pilotes                               | Châssis                    | Moteur                  | Pneus | Tours |
| ---- | --------- | -- | ------------------------------------ | ------------------------------------- | -------------------------- | ----------------------- | ----- | ----- |
| 1    | S 5.0     | 3  | Ecurie Ecosse                        | Ron Flockhart Ivor Bueb               | Jaguar D-Type              | Jaguar 3.8L I6          | D     | 327   |
| 2    | S 5.0     | 15 | Ecurie Ecosse                        | Ninian Sanderson John Lawrence        | Jaguar D-Type              | Jaguar 3.4L I6          | D     | 319   |
| 3    | S 5.0     | 17 | Équipe Los Amigos                    | Jean Lucas Mary                       | Jaguar D-Type              | Jaguar 3.4L I6          | D     | 317   |
| 4    | S 5.0     | 16 | Équipe nationale belge               | Paul Frère Freddy Rousselle           | Jaguar D-Type              | Jaguar 3.4L I6          | E     | 310   |
| 5    | S 5.0     | 8  | Scuderia Ferrari                     | Stuart Lewis-Evans Martino Severi     | Ferrari 315 S              | Ferrari 3.8L V12        | E     | 300   |
| 6    | S 5.0     | 4  | J.D. Hamilton                        | Duncan Hamilton Masten Gregory        | Jaguar D-Type              | Jaguar 3.8L I6          | D     | 299   |
| 7    | S 2.0     | 28 | Équipe nationale belge               | Lucien Bianchi Georges Harris         | Ferrari 500 TRC            | Ferrari 2.0L I4         | E     | 288   |
| 8    | S 1.5     | 35 | Ed Hugus                             | Ed Hugus Carel Godin de Beaufort      | Porsche 550A RS            | Porsche 1.5L Flat-4     | C     | 286   |
| 9    | S 1.1     | 62 | Lotus Engineering                    | Herbert MacKay-Fraser Jay Chamberlain | Lotus 11                   | Coventry Climax 1.1L I4 | D     | 285   |
| 10   | S 2.0     | 31 | AC Cars Ltd.                         | Peter Bolton (de) Ken Rudd            | AC Ace                     | Bristol 2.0L I6         | M     | 281   |
| 11   | S 3.0     | 21 | David Brown                          | Jean-Paul Colas Jean Kerguen          | Aston Martin DB3S          | Aston Martin 3.0L I6    | D     | 272   |
| 12   | S 2.0     | 26 | Georges Guyot                        | Georges Guyot Michel Parsy            | Maserati A6G CS            | Maserati 2.0L I4        | D     | 260   |
| 13   | S 1.1     | 42 | Robert Walshaw                       | Robert Walshaw John Dalton (pl)       | Lotus 11                   | Coventry Climax 1.1L I4 | D     | 259   |
| 14   | S 750     | 55 | Lotus Engineering                    | Cliff Allison Keith Hall              | Lotus 11                   | Coventry Climax 0.7L I4 | D     | 259   |
| 15   | S 1.1     | 40 | Cooper Car Company                   | Jack Brabham Ian Raby                 | Cooper T39                 | Coventry Climax 1.1L I4 | D     | 254   |
| 16   | S 1.1     | 41 | André Héchard Lotus Engineering      | André Héchard Roger Masson (de)       | Lotus 11                   | Coventry Climax 1.1L I4 | D     | 253   |
| 17   | S 750     | 49 | Automobiles Deutsch et Bonnet        | Louis Cornet (pl) Henri Perrier       | DB HBR4                    | Panhard 0.7L FLat-2     | D     | 239   |
| 18   | S 750     | 52 | Équipe Monopole Course               | Pierre Chancel (de) Pierre Hemard     | Monopole X89 Coupé         | Panhard 0.7L Flat-2     | D     | 238   |
| 19   | S 750     | 46 | Automobili O.S.C.A.                  | Jean Laroche (de) Rémy Radix          | O.S.C.A. 750 Sport         | O.S.C.A. 0.7L I4        | P     | 234   |
| 20   | S 750     | 53 | Équipe Monopole Course               | Robert Chancel Pierre Flauhault       | Monopole X88 Coupe         | Panhard 0.7L Flat-2     | D     | 230   |
| 21   | S 750     | 58 | Automobili Stanguellini              | Fernand Sigrand Michel Robert Nicol   | Stanguellini 750 Sport     | Fiat 0.7L I4            | D     | 214   |
| Abd. | S 1.5     | 34 | Porsche KG                           | Claude Storez Ed W. Crawford          | Porsche 550A RS            | Porsche 1.5L Flat-4     | C     | 275   |
| Abd. | S 2.0     | 24 | Automobiles Frazer Nash Ltd.         | Richard Stoop Peter Jopp              | Frazer Nash Sebring        | Bristol 2.0L I6         | D     | 240   |
| Abd. | S 2.0     | 27 | Fernand Tavano                       | Fernand Tavano Jacques Péron          | Ferrari 500 TRC            | Ferrari 2.0L I4         | E     | 235   |
| Abd. | S 5.0     | 10 | North American Racing Team (NART)    | George Arents Jan de Vroom            | Ferrari 290MM-C            | Ferrari 3.5L V12        | E     | 183   |
| Abd. | S 1.1     | 45 | Wolfgang Seidel                      | Wolfgang Seidel Heinz Meier           | DKW Monza                  | DKW 1.0L I3 (2 temps)   | C     | 151   |
| Abd. | S 3.0     | 20 | David Brown                          | Tony Brooks Noel Cunningham-Reid      | Aston Martin DBR1/300      | Aston Martin 2.9L I6    | A     | 140   |
| Abd. | S 2.0     | 25 | Léon Coulibeuf                       | Léon Coulibeuf José Behra             | Maserati 200SI             | Maserati 2.0L I4        | E     | 136   |
| Abd. | S 750     | 56 | Automobili Stanguellini              | René-Philippe Faure Gilbert Foury     | Stanguellini Bialbero      | Fiat 0.7L I4            | D     | 131   |
| Abd. | S 2.0     | 29 | Équipe Los Amigos                    | François Picard Richie Ginther        | Ferrari 500 TRC            | Ferrari 2.0L I4         | E     | 129   |
| Abd. | S 1.5     | 32 | Porsche KG                           | Umberto Maglioli Edgar Barth          | Porsche 718 RSK            | Porsche 1.5L Flat-4     | C     | 129   |
| Abd. | S 750     | 54 | Équipe Monopole Course               | René Cotton Jacques Blanchet          | Monopole X88 Spyder        | Panhard 0.7L Flat-2     | M     | 127   |
| Abd. | S 750     | 50 | Automobiles Deutsch et Bonnet        | Jean-Claude Vidilles Jo Schlesser     | DB HBR                     | Panhard 0.7L Flat-2     | D     | 126   |
| Abd. | S 750     | 51 | Automobiles Deutsch et Bonnet        | Paul Armagnac Gérard Laureau (de)     | DB HBR                     | Panhard 0.7L Flat-2     | D     | 120   |
| Abd. | S 3.0     | 19 | David Brown                          | Roy Salvadori Les Leston              | Aston Martin DBR1/300      | Aston Martin 2.9L I6    | A     | 112   |
| Abd. | S 5.0     | 9  | Scuderia Ferrari                     | Olivier Gendebien Maurice Trintignant | Ferrari 250 TR58           | Ferrari 3.1L V12        | E     | 109   |
| Abd. | S 1.5     | 33 | Porsche KG                           | Hans Herrmann Richard von Frankenberg | Porsche 550A RS            | Porsche 1.5L Flat-4     | C     | 87    |
| Abd. | S 5.0     | 5  | David Brown                          | Graham Whitehead Peter Whitehead      | Aston Martin DBR2/370      | Aston Martin 3.7L I6    | D     | 81    |
| Abd. | S 5.0     | 11 | Équipe nationale belge               | Jacques Swaters Alain de Changy       | Ferrari 290MM-C            | Ferrari 3.5L V12        | E     | 73    |
| Abd. | S 3.0     | 12 | Officine Alfieri Maserati            | Giorgio Scarlatti Jo Bonnier          | Maserati 300S              | Maserati 3.0L I6        | P     | 73    |
| Abd. | S 1.5     | 60 | Équipe nationale belge               | Claude Dubois George Hacquin          | Porsche 550A RS            | Porsche 1.5L Flat-4     | E     | 70    |
| Abd. | S 750     | 57 | Bernard Deviterne                    | Bernard Deviterne Marcel Lailler      | DB HBR5                    | Panhard 0.7L Flat-2     | M     | 68    |
| Abd. | S 1.1     | 44 | Automobili Stanguellini              | Francesco Siracusa Roberto Lippi      | Stanguellini Prototipo     | Fiat 1.1L I4            | D     | 67    |
| Abd. | S 5.0     | 7  | Scuderia Ferrari                     | Mike Hawthorn Luigi Musso             | Ferrari 335S               | Ferrari 4.0L V12        | E     | 56    |
| Abd. | S 1.1     | 39 | Arnott Cars Ltd.                     | Jim Russell Peter Taylor              | Arnott Sport               | Coventry Climax 1.1L I4 | D     | 46    |
| Abd. | S 3.0     | 18 | Équipe Gordini                       | André Guelfi Jean Guichet             | Gordini T24S               | Gordini 3.0L I8         | E     | 38    |
| Abd. | S 5.0     | 1  | Officine Alfieri Maserati            | Stirling Moss Harry Schell            | Maserati 450S Zagato Coupé | Maserati 4.5L V8        | P     | 32    |
| Abd. | S 5.0     | 2  | Officine Alfieri Maserati            | Jean Behra André Simon                | Maserati 450S Spyder       | Maserati 4.5L V8        | P     | 28    |
| Abd. | S 1.5     | 36 | Maurice Slotine                      | Maurice Slotine Roland Bourel         | Porsche 356A               | Porsche 1.5L Flat-4     | D     | 26    |
| Abd. | S 2.0     | 61 | Gottfried Köchert                    | Gottfried Köchert Erwin Bauer         | Ferrari 500 TRC            | Ferrari 2.0L I4         | P     | 18    |
| Abd. | S 750     | 47 | Automobilies VP                      | Jean-Marie Dumazer Bernard Consten    | VP 166R                    | Renault 0.7L I4         | D     | 15    |
| Abd. | S 2.0     | 30 | Équipe Gordini                       | Charles de Clareur Robert La Caze     | Gordini T15S               | Gordini 2.0L I6         | E     | 3     |
| Abd. | S 5.0     | 6  | Scuderia Ferrari                     | Peter Collins Phil Hill               | Ferrari 335MM              | Ferrari 3.0L V12        | E     | 2     |
| Abd. | S 3.0     | 23 | Automobiles Talbot / Écurie Dubonnet | Franco Bordoni Bruce Halford          | Talbot-Lago Sport 2500     | Maserati 2.5L I6        | D     | 0     |

Note :
- Dans la colonne Pneus[1] apparaît l'initiale du fournisseur, il suffit de placer le pointeur au-dessus du modèle pour connaître le manufacturier de pneumatiques. Les pneus Avon (A) sont depuis devenus propriété de Cooper Tire & Rubber Company.

## Record du tour
- Meilleur tour en course :  Mike Hawthorn (no 7, Ferrari 335 S, Scuderia Ferrari) en 3 min 58 s 7 (203,015 km/h) au trentième tour.

## Prix et trophées
- Prix de la Performance :  Lotus Engineering (no 55, Lotus Eleven).
- 23e Coupe Biennale : non attribuée car pas de candidat à l'arrivée.

## Heures en tête
| no | Voiture              | Écurie                    | Pilotes                   | Heures   | Total     |
| -- | -------------------- | ------------------------- | ------------------------- | -------- | --------- |
| 7  | Ferrari 335 S        | Scuderia Ferrari          | Mike Hawthorn Luigi Musso | 1re      | 1 heure   |
| 2  | Maserati 450S Spider | Officine Alfieri Maserati | Jean Behra André Simon    | 2e       | 1 heure   |
| 3  | Jaguar D             | Ecurie Ecosse             | Ron Flockhart Ivor Bueb   | 3e à 24e | 22 heures |

## À noter
- Longueur du circuit : 13,461 km
- Essais : Juan Manuel Fangio, simplement présent au titre de suppléant no 1 de l'équipe Maserati, boucle le meilleur temps des essais à 203,530 km/h de moyenne au volant du spider 450S[2].
- Distance parcourue : 4 397,108 km
- Vitesse moyenne : 183,217 km/h
- Écart avec le 2e : 107,660 km